# Troistedt
Troistedt è una frazione (Ortsteil) del comune tedesco di Grammetal.

## Storia
Il 31 dicembre 2019 il comune di Troistedt venne fuso con i comuni di Bechstedtstraß, Daasdorf am Berge, Hopfgarten, Isseroda, Mönchenholzhausen, Niederzimmern, Nohra e Ottstedt am Berge, formando il nuovo comune di Grammetal.

## Amministrazione
Troistedt è amministrata da un consiglio di frazione (Ortschaftsrat) e da un sindaco di frazione (Ortschaftsbürgermeister).